# Rockdale, Illinois
Rockdale är en ort (village) i Will County i Illinois. Vid 2010 års folkräkning hade Rockdale 1 976 invånare.